# Ganga Talao
Il Ganga Talao (in hindi गंगा तलाब; conosciuto anche come Grand Bassin) è un lago vulcanico situato circa 2 km a est dell'abitato di Le Pétrin, in un'isolata zona montuosa nel distretto di Savanne, all'interno dell'isola di Mauritius. Il suo bacino, che occupa un cratere vulcanico inattivo, si trova a un'altitudine di 550 m sul livello del mare.
Il luogo è noto come il più sacro nelle Mauritius per la religione induista ed è meta di pellegrinaggio per i suoi fedeli; il primo gruppo di pellegrini sono giunti a Ganga Talao nel 1898, guidati da Pandit Giri Gossayne da Terre Rouge dal villaggio di Triolet. Nella tradizione si narra che il lago abbia tratto origine da alcune gocce d'acqua del Gange che, trasportate sulla propria testa da Śiva, caddero in questo luogo. Nel 1972 il lago, indicato fino ad allora come Grand Bassin, fu oggetto di un evento religioso nel quale venne versata dell'acqua proveniente dal Gange per unire simbolicamente le sue acque con quelle del fiume indiano sacro all'induismo, ribattezzandolo Ganga Talao. Nel 1998 è stato dichiarato lago sacro.

La religiosità del luogo è sottolineata dai numerosi templi dedicati a figure dell'induismo moderno, tra i quali Hanumat, Lakshmi e Śiva, del quale è presente una statua monumentale da 33 m di altezza, il Mangal Mahadev. Durante la festività del Maha Shivaratri, tra  è usanza per i pellegrini e gli abitanti dell'isola raggiungere il lago a piedi nudi dalle proprie abitazioni.

## Galleria d'immagini

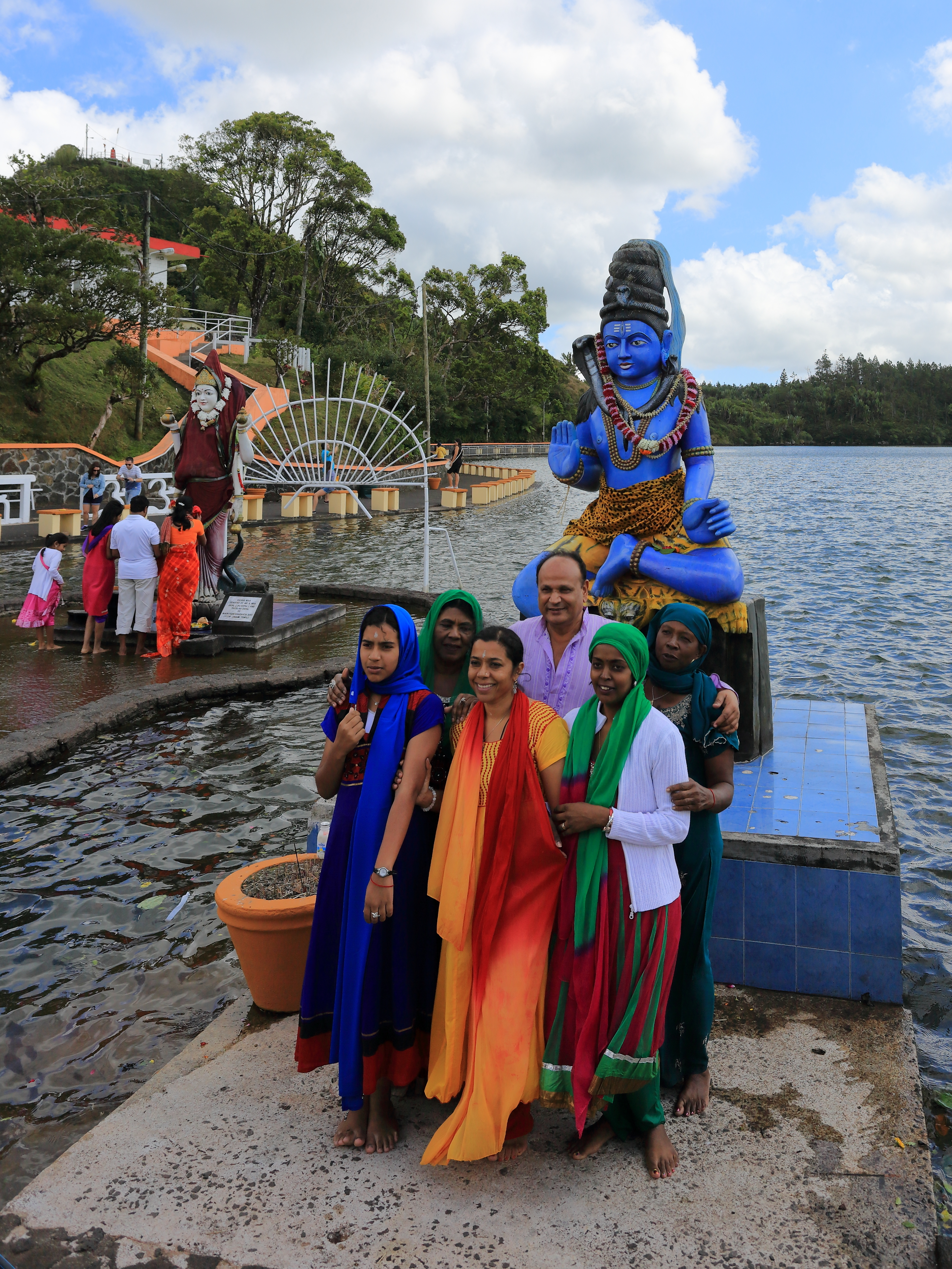
Pellegrini
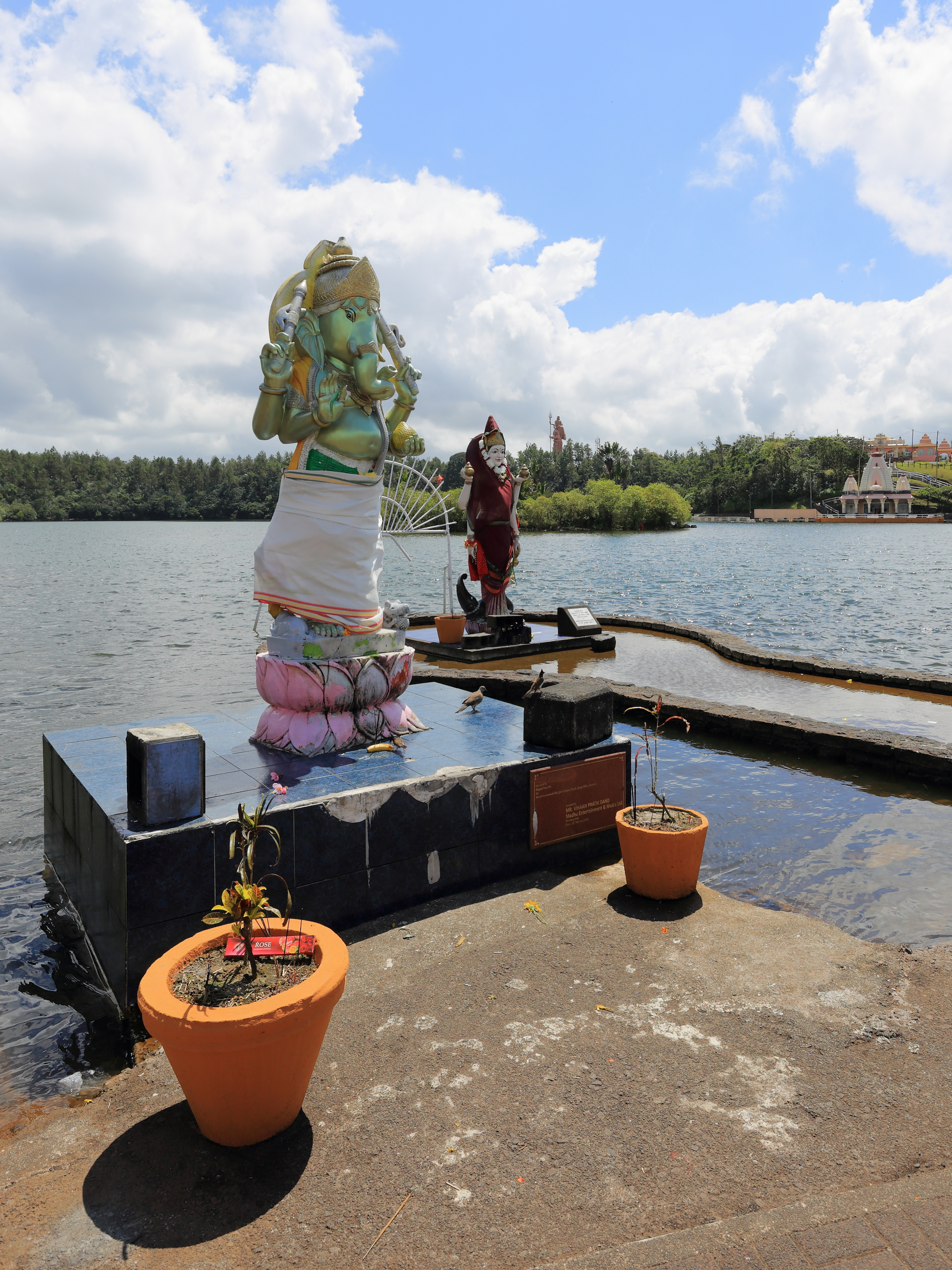
Statue di divinità a bordo lago